# پلیسه

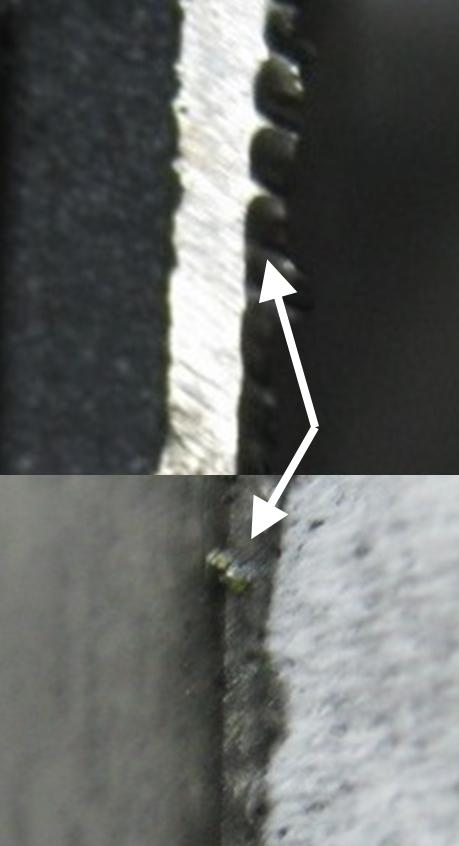
پلیسه بر روی یک قطعه فلزی

پلیسه (انگلیسی: Burr) به لبه های ناخواسته، تیز و برجسته که بر روی یک قطعه کار در اثر فرآیند برش یا براده برداری ایجاد و باقی می‌ماند گفته می‌شود. یا به عبارت دیگر، ناصافی یا تیزی لبۀ های مرزی فلز (که معمولاً بر اثر سوراخ کاری، براده برداری و یا برش کاری ایجاد می‌شود) پلیسه می‌گویند. 
هنگامی که ابزار برش به قطعه کار فشار وارد میکند، گاهی بسته شرایط سرعت و قدرت و زاویه نیروی وارده با قطعه که قسمتی از قطعه کار که باید جدا میشده کاملا جدا نمیشود و به لبه ی قطعه کار میچسبد، به این مواد زائده پلیسه میگویند. 

## انواع
سه نوع پلیسه وجود دارد که با استفاده از فرآیند ماشین‌کاری می‌توانند تشکیل یابند که شامل پلیسۀ پوواسون (انگلیسی: Poisson Burr) ، پلیسۀ غلطشی (انگلیسی: Rollover Burr) و پلیسۀ لغزشی (انگلیسی: BreakoutBurr) می‌باشد.  این طبقه‌بندی را می‌توان با استفاده از نحوۀ تشکیل آنها انجام داد. 

### پلیسه‌ی پوواسون
خارهای پوواسون در هنگام تغییر شکل به صورت جانبی تشکیل می‌شوند. 

### پلیسه‌ی غلطشی
پلیسه‌های غلطشی به عنوان مرسوم‌ترین نوع از پلیسه‌ها شناخته می‌شوند و به صورت خمشی در هنگام تغییر شکل به وجود می‌آیند.

### پلیسه‌ی لغزشی
پلیسه‌های لغزشی در اثر تغییر شکل برشی رخ می‌دهند. حین فرایند انجماد مواد یا رسوب‌گذاری مجدد آن‌ها، ریخته‌های دانه‌ای ایجاد می‌شوند. در نتیجه در صورتی که مواد به صورت ناقص برش یابند، ملاحظه خواهد شد که در سطح برش آن‌ها برآمدگی‌هایی وجود خواهد داشت.
پلیسه‌ها را می‌توان با در نظر گرفتن ملاحظات لازم در مواردی چون جنس مواد، شکل و نوع فرآیندهای صنعتی مورد استفاده برای تولید محصول، تا حد امکان کاهش داد یا به حداقل رساند. خارهایی که در سوراخ‌ها به وجود می‌آیند، باعث ایجاد مشکل در چفت‌گیری بین جسم سوراخ‌دار و ثانویه می‌شوند. چرا که افزونه‌های چفت‌شونده در اثر این پلیسه‌ها نمی‌توانند به صورت مناسبی جایگیری نمایند و ممکن است به اجزای مونتاژ نیز آسیب برسانند. این پلیسه‌ها منجر به تمرکز تنش در کناره‌های سوراخ‌ها می‌شوند که باعث کاهش مقاومت ماده در برابر شکست و تغییر شکل می‌شود و همچنین عمر خستگی را نیز کاهش می‌دهد. به دنبال این موارد، ترک‌هایی که در اطراف سوراخ تحت اثر تنش‌های متوالی تشکیل می‌شوند، باعث شکست مواد خواهند شد. علاوه بر موارد مذکور، پلیسه‌ها می‌توانند منجر به تسریع فرآیند زنگ‌زدگی در سطوح شوند که می‌توان دلیل آن را در متغیر بودن پهنای روکش‌بندی (Coating) در سطوح اجسام سخت جست. علاوه بر موارد مذکور در گوشه‌های تیز، بارهای الکتریکی متمرکز می‌شوند که این نیز به نوبه‌ی خود منجر به تخلیۀ استاتیکی بار می‌شود و می‌تواند عامل ایجاد فرسایش شود. وجود پلیسه‌ها در اجزای متحرک باعث ایجاد اصطکاک و گرمای ناخواسته می‌شود. سطوح ناهموار منجر به بروز مشکلاتی مرتبط با روغنکاری می‌شوند چرا که فرسایش بین قطعات افزایش یافته است؛ در نتیجه تخریب‌پذیری قطعات بالا رفته و نیاز است تا این اجزا در کوتاه مدت دائماً تعویض شوند.

## پلیسه‌گیری
خوشبختانه روش‌های متعددی برای از بین بردن پلیسه‌ها یا به اصطلاح پلیسه‌گیری وجود دارد. مرسوم‌ترین روش‌ها برای این کار عبارتند از پرداخت‌کاری جرمی، پرداخت‌کاری محوری، سایندگی، صیقل‌زنی (سنباده‌زنی)، سنگ‌زنی، پلیسه‌گیری الکتروشیمیایی، پرداخت‌کاری الکتریکی، متد حرارتی (ترمو انرژی)، ماشین‌کاری و پلیسه‌گیری دستی. 

### پلیسه‌گیری دستی
روش پلیسه‌گیری دستی (انگلیسی: Manual deburring) پرکاربردترین روش برای از بین بردن خارهای موجود در پلیسه‌ها می‌باشد چرا که این متد از انعطاف‌پذیری بالایی برخوردار است. این روش از لحاظ هزینه نیز بهینه می‌باشد و با استفاده از ابزارآلات ارزان قیمت می‌توان فرآیند مد نظر را انجام داد و قابلیت بازرسی سریع آن فراهم است. پلیسه‌گیری دستی می‌تواند با استفاده از ابزارهایی مثل اسکریپرها (ابزارهایی رنده مانند)، کاغذ سمباده، سنگ‌های ویژه، جدار تراش‌ها یا وسیله‌های برقی که با استفاده از دست شروع به کار می‌کنند و از ابزارهایی همچون کاغذ سمباده و ساینده‌ها یا مواردی که کاربرد برشی دارند و در فرآیندهای ماشین‌کاری به کار گرفته می‌شوند، استفاده کرد. 

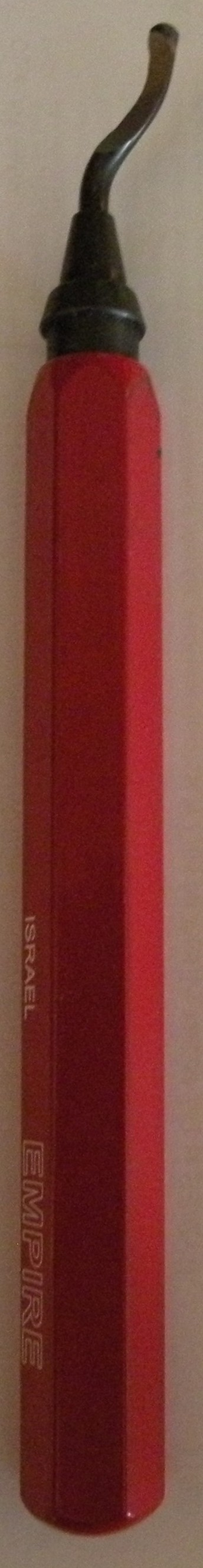
ابزار پلیسه‌گیری دستی

### پلیسه‌گیری الکتروشیمیایی
پلیسه‌گیری الکتروشیمیایی (انگلیسی: Electrochemical deburring) یکی از کاربردهای فرآیند ماشین‌کاری الکتروشیمیایی می‌باشد. این روش برای حذف خارهای قطعاتی می‌باشد که از لحاظ جایگیری به راحتی قابل دسترسی نیستند. به عنوان مثال لبه‌های سوراخ‌های متقاطع در یک سطح را نمی‌توان به راحتی پلیسه‌گیری کرد و بایستی از این روش استفاده کرد. در این فرایند محلولی از نمک یا اتیلن گلیکول استفاده می‌شود تا با کمک الکتریسیته بتوان خارهای مزاحم موجود در سطوح را حل کرد و از بین برد. جریان الکتریسیته با استفاده از یک وسیلۀ خاص، جهت وارد کردن بار الکتریکی به نقطه‌ای مشخص که در آن پلیسه قرار دارد، انجام می‌شود. پلیسه‌ها در مدت کوتاهی در حد ۵ تا ۱۰ ثانیه از قطعۀ مد نظر حذف می‌شوند و در این بین تغییر ناخواستۀ دیگری که به کیفیت سطحی آسیب برساند، در سطح قطعۀ کاری ایجاد نمی‌شود. 

### پلیسه‌گیری حرارتی
متد حرارتی (ترمو انرژی) (انگلیسی: Thermal energy method) برای از بین بردن پلیسه‌های سطوح قطعات متعدد به صورت همزمان به کار گرفته می‌شود. این روش مثل روش الکتروشیمیایی قابلیت از بین بردن خارهایی را دارد که به‌طور معمول دسترسی فیزیک کاملی به آن‌ها در سطوح نداریم. در این فرایند یک مخلوط گازی انفجاری به‌طور خاص به کار گرفته می‌شود تا با آزادسازی انرژی حرارتی در اثر انفجار بتواند پلیسه‌ها را بسوزاند و آنها را از بین ببرد. متد حرارتی سریع‌ترین روش برای پلیسه‌گیری می‌باشد چرا که در عرض کمتر از ۲۰ میلی‌ثانیه می‌تواند خارهای ناخواسته را از بین ببرد. 
برای شروع این متد بایستی قطعۀ کاری را داخل یک محفظۀ ضدانفجاری قرار داد. این محفظه باید به صورت کامل آب‌بندی شده باشد و به‌طور معمول دارای جرمی در حدود ۲۲۰ کیلوگرم می‌باشد. سپس باید هوای موجود در این محفظه به‌طور کامل تخلیه شود و سپس با اکسیژن و مخلوط سوخت پر شود. در ادامه باید فشار این محفظه از ۰.۵ تا  ۱.۹ مگاپاسکال (۷۳ تا ۲۷۶ Psi) افزایش یابد. در مرحله بعدی با استفاده از یک جرقه‌زن الکتریکی مخلوط مشتعل می‎‌شود و همان‌طور که ذکر شد در حد ۲۰ میلی ثانیه پلیسه‌ها از بین می‌روند. حداکثر دمایی که مواد داخل محفظه به آن می‌رسند، در حدود ۳۰۰۰ درجۀ سانتیگراد می‌باشد. 

### پلیسه‌گیری تبریدی
پلیسه‌گیری تبریدی (انگلیسی: Cryogenic deburring) بر پایۀ فرآیندهای برودتی می‌باشد که پلیسه‌ها و افزونه‌های مزاحمی که در قطعات پلاستیکی و فلزاتی که تحت ریخته‌گری تحت فشار ساخته شده اند را از بین می‌برد. فرایند کلی بر اساس غلتاندن و سایندن قطعۀ کاری در دماهای پایین (۱۹۵- سانتیگراد) می‌باشد. دمای پایین مد نظر با استفاده از نیتروژن مایع یا کربن دی‌اکسید مایع  و یا یخ خشک مهیا می‌شود. این عمل منجر به عبور قطعه از فاز شکل‌پذیری به شکنندگی می‌شود. بنابراین تمام خارها می‌توانند به راحتی با استفاده از عملیات غلتش یا سایندگی ماشینی از سطوح قطعه جدا شوند. این فرایند از سال ۱۹۶۰ مرسوم بوده و برای از بین بردن ناهمواری‌های موجود در سطوح پلاستیک و رزین استفاده شده است.  محصولاتی مرسومی همچون
 نایلون،تفلون،PEEK، Delrin، پلی پروپلین، پلی کربنات، استال ، PET، HDPE، PVC، ABS و ... با استفاده از این ترفند پلیسه‌گیری می‌شوند. 

### پلیسه‌گیری مکانیکی
روش پلیسه‌گیری مکانیکی (انگلیسی: Mechanical deburring) یا به‌طور مکانیکی پلیسه‌ها را از فلز جدا می‌کند یا لبه شکاف خطرناک را نورد می‌کند و یا خارهای فلزی خرد شده را به درون خود می‌کشد. روش نورد مکانیکی برای پلیسه‌گیری اولین بار توسط والتر گائر، مؤسس شرکت محصولات فلزی گائر توسعه یافت و فرآیند سریعی نیز محسوب می‌شود.  از این مورد جهت پلیسه‌گیری تسمه‌های دنده دار استفاده شده در نانوایی‌ها، بهره گرفته می‌شود.

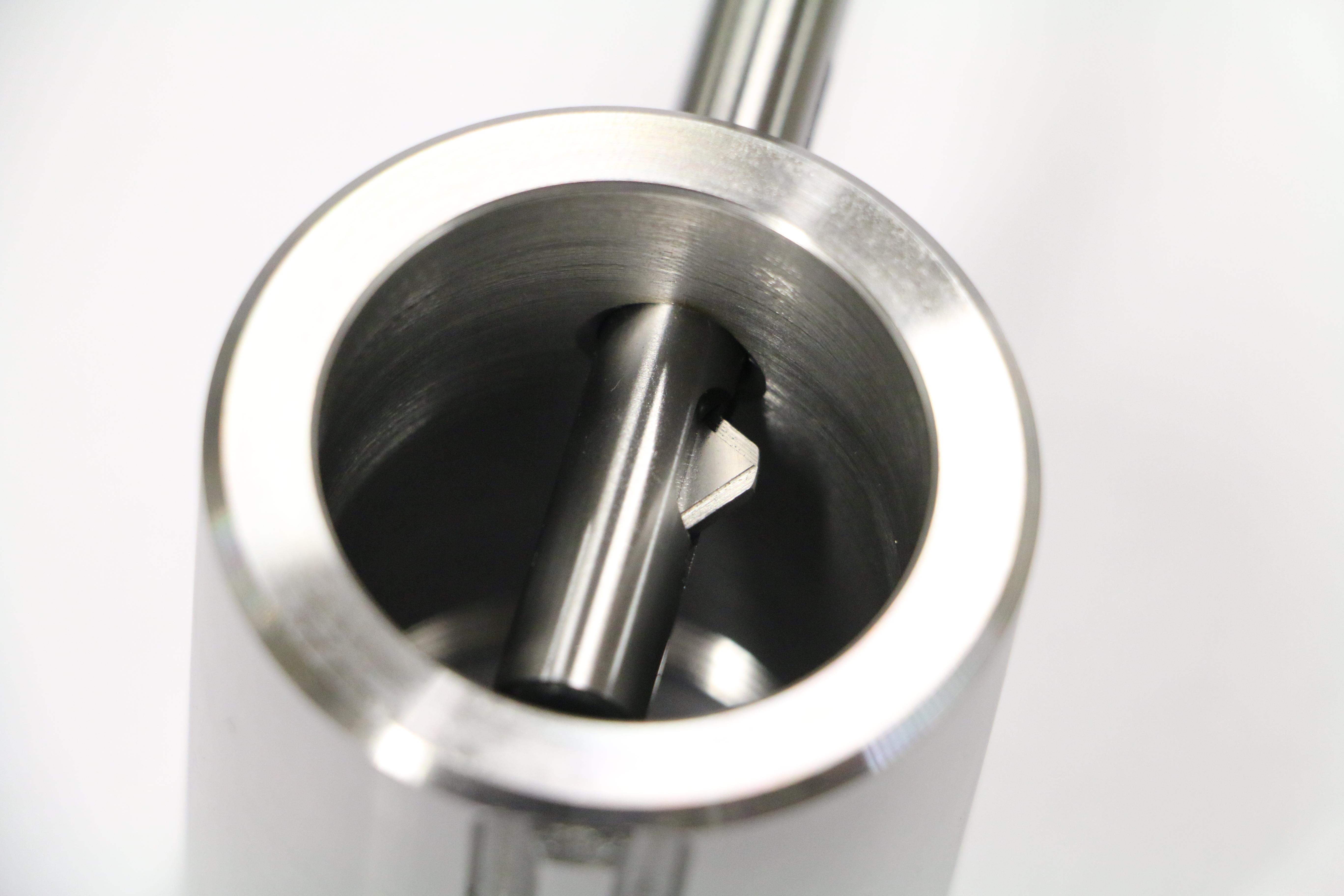
ابزار پلیسه‌گیری مکانیکی. این وسیله می‌تواند سطح داخلی و خارجی سوراخ قطعه را پلیسه‌گیری کند.